# 餓狼伝説 City of the Wolves
『餓狼伝説 City of the Wolves』（がろうでんせつ シティ オブ ザ ウルヴス）は、2025年にSNKが発売した3D対戦型格闘ゲーム。

## 概要
『餓狼 MARK OF THE WOLVES』（以下『MOW』と表記）以来およそ26年ぶりとなる『餓狼伝説』シリーズの新作であり、『MOW』の続編となる。本作の開発は2022年頃に発表されていた。

## ゲームモード

### EOST(EPISODE OF SOUTH TOWN) MODE
各キャラクターでサウスタウンを移動しながら固有のストーリーを進めるモード。レベル、スキルによる育成要素がある。

### ONLINE MODE
RANKED MATCH
ランクの変動の伴う対戦モード。
CASUAL MATCH
ランクの変動のない対戦モード。
ROOM MATCH
招待者とルームで対戦できるモード。
ONLINE PROFILE
各プレイヤーのプロフィールを確認するモード。
LEADEBOARD
ランキングを確認するモード。
REPLAY
リプレイを確認するモード
CLONE
各プレイヤーをAI学習したクローンと対戦するモード。

### OFFLINE MODE
ARCADE
CPU戦を通じて各キャラクター固有のストーリーを進めるモード。
PRACTICE
TRAINING
行動を設定したCPUキャラクターを相手に練習を行うモード。
MISSIONS
条件付きのバトルを行い記録更新を進めるモード。
TUTORIAL
基本操作を学ぶモード。
VERSUS
CLASSIC VERSUS
オフラインで対戦を行うモード。
SPECIAL VERSUS
特殊な状況を互いに設定し対戦するモード。

### GALLERY MODE
MOVIES
各種条件を満たして公開された動画を鑑賞できる。
ARTWORK
各種条件を満たして公開されたアートワークを鑑賞できる。
VOICES
各種条件を満たして公開されたボイスを聴くことができる。

### COLOR EDIT MODE
各キャラクターの色、テクスチャを設定できるモード。

### JUKE BOX MODE
歴代の『餓狼伝説』および『龍虎の拳』シリーズのBGMを鑑賞できるモード。バトル中の各楽曲を自由に設定することもできる。

## システム

### オペレーションスタイル
アーケードスタイル
通常技の強弱をボタンで使い分け、コマンド入力で必殺技を出す、前作より引き継いだ従来通りの操作方法。
スマートスタイル
通常技の強弱をレバーで使い分け、必殺技ボタン、簡易コンボ用ボタンを実装した新しい操作方法。

### REVシステム
REVゲージ
初期状態は0%。REVアクション、通常ガードを行うと上昇し、100%になるとOVERHEAT状態になる。
時間経過か、前進行動、攻撃ヒット、ジャストディフェンス、ハイパーディフェンスを行うことで回復できる。
OVERHEAT
一定時間REVアクションが使えなくなり、ガードをするたびにガードゲージが減少する（ガードゲージが0になるとガードクラッシュが発生し、大きな無防備状態となる）。
REVアクション
REVブロウ
後述のS.P.G.ゾーン中のみ使用可能な攻撃技（前作のT.O.P.アタックに相当する）。
発生時にガードポイントを持つ、ジャストディフェンスができない、などの強力な特性を持つ攻撃。空中でも使用できる。
REVアーツ
強化された必殺技。
REVアクセル
REVアーツをさらに別のREVアーツやREVブロウでキャンセルするシステム。
REVガード
通常のガードより距離が離れ、必殺技の削りダメージも無効化する強力なガード。

### S.P.G.(Selective Potential Gear)
対戦前にプレイヤーが体力ゲージの序盤、中盤、終盤のいずれかに設定する黄色のゲージのゾーン。前作のT.O.P.を継承したシステムで、S.P.G.ゾーン中はREVブロウ使用可能、攻撃力上昇など各種優位を得られる。

### パワーゲージ
2本あり、攻撃をヒットさせる、攻撃をガードするといった行動で増加する。1本のゲージが最大まで貯まると星が表示される。
超必殺技
ゲージを1本消費する強力な技。
潜在超必殺技
ゲージを2本消費するさらに強力な技。
ヒドゥンギア
ゲージを2本消費する、前述のS.P.G.ゾーン中のみ使用可能な技。ヒットさせるとREVゲージが全回復する。

### 2ラインバトル
現在はステージ「DREAM AMUSEMENT PARK -Morning-」でのみ使用可能なシステム。手前と奥、2つのメインラインを持ち、『餓狼伝説』 - 『餓狼伝説スペシャル』、および『リアルバウト餓狼伝説スペシャル』の同システムの仕様を継承している。
スウェー移動
相手と同じラインにいる時にREV+弱パンチ（スマートスタイルではREV+パンチ）。地上を経由して別ラインに移動する。『餓狼伝説3』 - 『リアルバウト餓狼伝説2』の同システムの仕様を継承している。
ライン飛ばし攻撃
相手と同じラインにいる時にREV+弱キック（スマートスタイルではREV+キック）。ヒットした相手を別のラインへ移動させる攻撃を行う。後述のコンビネーションアタックの途中でも出すことが可能。
ライン移動攻撃
相手と別ラインにいる時にREV+キック（スマートスタイルではREV+キックかスマートコンボ）。空中を経由して別ラインの相手へ攻撃を行う。『餓狼伝説』 - 『餓狼伝説スペシャル』のライン移動攻撃の仕様を継承したシステム。
スウェー移動攻撃
相手と別ラインにいる時にREV+弱パンチ（スマートスタイルではREV+パンチ）。地上を経由して別ラインの相手へ攻撃を行う。『餓狼伝説3』 - 『リアルバウト餓狼伝説2』のオーバースウェー攻撃の仕様を継承したシステム。
ライン引き戻し攻撃
相手と別ラインにいる時にREV+強パンチ（スマートスタイルではREV+必殺技）。ヒットした相手を自分のラインへ移動させる攻撃を行う。『リアルバウト餓狼伝説2』の対スウェーライン攻撃の仕様を継承したシステム。

### テクニック
ジャストディフェンス
タイミングよくガードすることで回復など各種優位を得られる。
ハイパーディフェンス
連続ガード中にタイミングよく前方向へ入力することで回復など各種優位を得られる。
ガードキャンセル
ジャストディフェンス、ハイパーディフェンス中は必殺技以上の攻撃でキャンセルできる。
小ジャンプ
レバーを上方向に一瞬だけいれることで可能な滞空時間、移動距離の短い、低いジャンプ。
避け攻撃
技を避けながら攻撃する技。上段避け攻撃と下段避け攻撃の２種類がある。
コンビネーションアタック
通常技を決まった順で押すことで出せる連続攻撃。
スマートコンボ
スマートスタイルのみで使用可。スマートコンボボタンを連打して出せる簡易連続攻撃。
ブレーキング
アーケードスタイルのみで使用可。一部の必殺技の動作を中断させるアクション。
フェイント
アーケードスタイルのみで使用可。必殺技発生モーションで中断するアクション。
ワイルドパニッシュ
相手の技の空振り時に攻撃をヒットさせることで発生する有利なダメージ状態。

## 登場キャラクター

### プレイアブルキャラクター

#### 初期キャラクター
ロック・ハワード［Rock Howard］
声 - 内田雄馬
前作から引き続き今作の主人公。
ギースの息子にしてテリーの養子でもある。
母のことを知る叔父のカインとともに行動している。
テリー・ボガード［Terry Bogard］
声 - 近藤隆
シリーズ全体の主人公。
養父・ジェフの仇であるギースを打ち倒した「サウスタウンの英雄」とされる伝説のファイター。
かつてはギースの息子のロックを養子としていたが、現在はある事情で彼と別居している。
B.ジェニー［B. Jenet］
声 - 小松未可子
世界有数の大富豪・バーン財閥の一人娘である、義賊集団「リーリンナイツ」の女船長。
グラントとカインを救いたいと密かに思い、大会に出場する。
マルコ・ロドリゲス［Marco Rodrigues］
声 - 松田健一郎
極限流空手を使う黒人格闘家。
豪快な熱血漢だが、どこか抜けた部分がある。
その実力は折り紙付きで「ビースト」の異名を持つ。
プリチャ［Preecha］
声 - 安済知佳
本作からの新キャラクター。
ジョー・ヒガシの一番弟子である女性科学者。
「気」という謎の原理を追っている。
双葉ほたる［Hotaru Futaba］
声 - 石見舞菜香
行方不明の兄を追う拳法家の少女。
心優しい性格で、ペットのテン「イトカツ」を連れている。
牙刀が兄かどうか確かめるために再び闘う。
ボックス・リーパー［Vox Reaper］
声 - 豊永利行
本作の新キャラクター。
暗殺者の青年で、魔人と恐れられる「グラント」の弟子。
威圧的な風貌だが、飄々としたどこか掴みどころのない性格。
グリフォンマスク［Griffon Mask］
声 - 花田光
グリフォンの覆面を被り戦う正義のレスラーで子供たちの人気者。
かつて無敗の実力を誇りながらもある出来事が原因で一度は引退しかけるも、ファンの少年の声援によって復活。
子供たちのために再び大会に出場する。
ケビン・ライアン［Kevin Rian］
声 - 坂田明寛
サウスタウンを守りつつ、親友の仇「フリーマン」を探すSWAT隊員。
殺された親友の息子「マーキー」を連れている。
ブルー・マリーとは遠い親戚とされていたが、今作では従妹という新たな設定がなされた。
ビリー・カーン［Billy Kane］
声 - 政木まさき
ギース・ハワードの元右腕にして棒術使い。
ギース亡き後において、ハワードコネクションのトップに君臨している。
不知火舞［Mai Shiranui］
声 - 小清水亜美
不知火流忍術の現当主であるくのいち。
服装はこれまでとは異なりライダースーツになっているが、ヒドゥンギアでは従来の衣装にもなる。
キム・ドンファン［Kim Dong Hwan］
声 - 竹内栄治
キム・カッファンの長男。
父とは異なり不真面目なお調子者だが、天才的な格闘センスを持つ。
牙刀［Gato］
声 - 山口湧允
かつて母親を殺害したとされる父「牙王」を追っている拳法家の青年。
前作で牙王によって失明させられており、ある程度のリハビリにより視力は回復したものの、それが自らの動きを鈍らせていたことを知り、あえて視力を封じて闘う。
カイン・R・ハインライン［Kain R. Heinlein］
声 - 中村悠一
ロックの叔父でギースの妻メアリーの実弟にして、セカンドサウス独立を野心に持つ男。
ある組織に囚われていたメアリーを救うため、彼女の息子であるロックと行動を共にする。
クリスティアーノ・ロナウド［Cristiano Ronaldo］
声 - 水中雅章
本作の新キャラクター（実在人物）。
フットボールの技術を磨くため、休暇を利用してサウスタウンを訪れた世界最高のフットボールプレイヤー。
後述するサルバトーレ・ガナッチと共にSNKからのオファーにより参戦が実現した。
サルバトーレ・ガナッチ［Salvatore ganacci］
声 - 田所陽向
本作の新キャラクター（実在人物）。
新作のミュージックビデオのアイデアを得るためにサウスタウンを訪れたアーティスト。ダック・キングの友人。
自らの名前を冠した「サルバトーレ・ガナッチ」という格闘スタイルで戦い、本人のキャラクター性に合わせ奇抜な動作が多い。
北斗丸［Hokutomaru］
声 - 榎木淳弥
アンディと舞の弟子にして、骨法と不知火流忍術を使う忍者少年。
前作からかなり成長しており、服装も現代的になった。
本作ではテリーの支援のもと、サウスタウンで暮らしながら街の治安維持に努めており、自らの成長を確かめるために再び大会に参加する。

#### シーズン1追加キャラクター
アンディ・ボガード［Andy Bogard］
声 - 岡本寛志
テリーの弟で骨法の使い手。北斗丸の師匠でもある。
舞と北斗丸のストーリーモードにも登場する。
ケン・マスターズ［Ken Masters］
声 - 岸祐二
『ストリートファイター6』からのゲストキャラクター。
『ストリートファイター』シリーズの一作目から登場している同シリーズの準主役キャラクター。
ジョー・ヒガシ［Joe Higashi］
声 - 三戸耕三
テリーたちの親友でもあるムエタイ使いで、プリチャの師匠。
プリチャのストーリーモードでも登場する。
春麗［Chun-Li］
声 - 折笠富美子
『ストリートファイター6』からのゲストキャラクター。
『ストリートファイター』シリーズの2作目である『ストリートファイターII』が初出の女性拳法家。
Mr.ビッグ［Mr.Big］
声 - 荒井勇樹
『龍虎の拳』シリーズの登場人物で、現在はサウスタウンのとある組織のリーダー。
カインの姉でロックの母でもあるメアリーを保護しており、秦の秘伝書と引き換えに彼女を渡すことをカインたちに約束している。
ロックとカインのストーリーモードにも登場する。

### CPU専用キャラクター
［Fallen Rock］
声 - 内田雄馬
ロックが秦の秘伝書に操られて暴走した姿。
特定キャラクター（ロック、テリー、プリチャ、ボックス、ケビン、舞、ビリー）の最終ボス。
父・ギースを思わせる道着袴姿（上半身は裸）となっている他、使用してくる技もギースに準拠する。
ナイトメアギース［Nightmare Geese］
声 - コング桑田
悪夢の化身となったギース。
アーケードモードでは隠しボス、EOSTモードでは最終ボスとして登場。
アーケードモードでは難易度レベル5以上でかつノーコンティニューでクリアするとエンディング後に出現。
エキシビジョンマッチ的な扱いであり勝敗にかかわらず、試合後はスタッフロールに移行し負けてもコンティニューによる再戦は不可。

### サブキャラクター

#### 未参戦キャラクター
『MOW』以前ではプレイアブルキャラクターとして登場していたが、本作では参戦せずイベントのみで登場するキャラクター。
ギース・ハワード［Geese Howard］
声 - コング桑田
ロックの実父。ロック、ビリーのストーリーモードで登場する。
かつての「ハワード・コネクション」の総帥であり、サウスタウンの支配者であった。
今作では既に故人であるが、ロックのストーリーモードでは若かりし頃の姿で登場し、ビリーのストーリーモードでは晩年の姿で登場する。
ダック・キング［Duck King］
声 - 勝杏里
テリーのライバル兼友人であるストリートファイター。
今作ではガナッチの友人という設定が新たに組み込まれており、彼のストーリーモードにも登場する。
ライデン［Raiden］
声 - 賢太郎
悪役プロレスラーでギースの元配下。
Universal Arenaステージの背景キャラクターとして登場。
キム・カッファン［Kim Kaphwan］
声 - 河本邦弘
正義を貫くテコンドー使いでドンファンとジェイフンの父。
ドンファンのストーリーモードで登場する。
キム・ジェイフン［Kim Jae Hoon］
声 - 土岐隼一
キム・カッファンの次男でドンファンの弟。兄に比べ父に似た正義感が強く真面目な性格。
ドンファンのストーリーモードで登場する。
ブルー・マリー［Blue-Mary］
声 - ブリドカットセーラ恵美
フリーランスの女性エージェントでケビンの従妹。
ケビンのストーリーモードで登場する。
望月双角［Soukaku Mochizuki］
声 - 徳田祐介
不知火流とライバル関係にある望月流の僧侶。外見は過去作と全く変化が無い。
舞のストーリーモードで登場する。
フリーマン［Freeman］
声 - 四宮豪
戦いに快楽を求める猟奇殺人鬼。ケビンの親友の仇でもある。
今作ではケビンのストーリーモードで登場。
前作から行方をくらましながらも、未だにサウスタウンに潜伏している。
グラント［Grant］
声 - 賢太郎
カインの盟友にして暗黒空手を使う仮面の男。
ボックス、カイン、ジェニー、牙刀のストーリーモードで登場する。
今作では既に死に瀕しており、戦いから退いているが、弟子のボックスが彼の技を引き継いでいる。
リョウ・サカザキ［Ryo Sakazaki］
声 - 高倉大輝
『龍虎の拳』シリーズの主人公の1人で、マルコの師匠。
マルコのストーリーモードで登場する。
ロバート・ガルシア［Robert Garcia］
声 - 四宮豪
『龍虎の拳』シリーズの主人公の1人で、リョウのライバル兼親友。
マルコのストーリーモードで登場する。
ユリ・サカザキ［Yuri Sakazaki］
声 - 加隈亜衣
リョウの妹。現在はフィットネスクラブを経営している。
マルコのストーリーモードで登場する。
ジャック・ターナー［Jack Turner］
声 - 田村チアキ
『龍虎の拳』シリーズの登場人物で、不良集団「BLACK CATS」のリーダー。ロック、ボックス、カインのストーリーモードで登場。
Mr.ビッグに自らのチームを壊滅寸前に追い込まれており、その報復のために襲いかかるが返り討ちに逢う。しかし、その行為が結果的にロックを暴走させてしまう原因となる。

#### 非プレイアブルキャラクター
マーキー［Marky］
声 - 志倉梨菜
ケビンのストーリーモードで登場する。ケビンの親友の息子。
メアリー［Marie］
声 - 加隈亜衣
ロックの母でカインの姉、そしてギースの元妻でもある。
病死したとされていたが、ある組織によって保護されており、さらに延命措置（＝病の治療）を施されていた。
ロック、テリー、ボックス、カインのストーリーモードで登場する。
牙王［Gao］
声 - 間宮康弘
ほたると牙刀の父。この二人のストーリーモードで登場する。
二人の母（＝自身の妻）を殺したとされていたが、それは誤解であり本当の真犯人は別であったことが牙刀のストーリーモードで判明し、行方を眩ませていたのもその真犯人を探していたためである。
前作では牙刀のエンディングで存在が示唆されたのみだが、本作にて初めて名前と姿が判明する。
秦大龍［Jin Tairyu］
声 - 志倉梨菜
ビリーのストーリーモードで登場する。秦空龍（秦崇雷に憑依する）と秦海龍（秦崇秀に憑依する）の兄弟で、ギース、ロック、ヴォルフガング・クラウザーの祖先。
ジェフ・ボガード［Jeff Bogard］
テリーとアンディの父。既に故人であるが、アンディのストーリーモードではアンディの回想の中で登場する。
JP [JP]
『スト6』から登場。シャドルーの残党で、ケンを罠に嵌めて陥れた事業家。
ケンのストーリーモードで回想のみの登場で、サウスタウンの視察に来ており、「キング・オブ・ファイターズ」に介入しようと暗躍していたことが語られる。

## 沿革
2022年
- 8月8日 - EVO 2022内にて、餓狼伝説シリーズ最新作の開発決定が発表される。

2023年
- 8月6日 - 「FATAL FURY CotW / 餓狼伝説 CotW｜Teaser Trailer」公開。

2024年
- 3月18日 - 「FATAL FURY: CotW ｜Announcement Trailer」「餓狼伝説CotW ｜ロック｜テリー｜ほたる｜グリフォンマスク｜プリチャ」公開。
- 4月28日 - 「マルコ・ロドリゲス」公開。
- 6月8日 - 「FATAL FURY: CotW ｜Announcement Trailer #2」「Bジェニー」「ボックス・リーパー」「ケビン・ライアン」公開。
- 7月26日 - 「ビリー・カーン」公開。
- 8月6日 - 「ロック・ハワード」公開。
- 8月9日 - 「テリー・ボガード」公開。
- 8月12日 - 「双葉ほたる」公開。
- 8月15日 - 「グリフォンマスク」公開。
- 8月18日 - 「プリチャ」公開。
- 8月21日 - 「餓狼伝説CotW ｜製品トレーラー」「不知火舞」公開。
- 9月25日 - 「FATAL FURY: CotW × CR7｜Teaser Trailer」公開。
- 9月26日 - 東京ゲームショウにてストリートファイターのケンと春麗の参戦が発表される。
- 10月27日 - 「キム・ドンファン」公開。
- 12月21日 - 「牙刀」公開。

2025年
- 2月16日 - 「カイン・R・ハインライン」「餓狼伝説CotW ｜シーズンパス1 アナウンストレーラー」公開。
- 2月20日 - 第1回オープンβテストを2月25日まで開催。
- 3月27日 - 「クリスティアーノ・ロナウド」「FATAL FURY: CotW × CR7｜Announcement Trailer」公開。第2回オープンβテストを3月31日まで開催。
- 4月4日 - 「サルバトーレ・ガナッチ」「FATAL FURY: CotW × Salvatore Ganacci｜Announcement Trailer」公開。
- 4月6日 - 「FATAL FURY: CotW × CR7｜Interview」公開。
- 4月10日 - 「北斗丸」公開。
- 4月14日 - 「FATAL FURY: CotW｜RONALDO vs. GANACCI ｜Round 1」公開。
- 4月18日 - 「餓狼伝説CotW｜スペシャルミュージックビデオ」公開。
- 4月20日 - 「餓狼伝説ストーリー紹介」公開。
- 4月21日 - アーリーアクセス開始。
- 4月24日 - 発売開始。「FATAL FURY: CotW × CR7｜Special Trailer」公開。